# Баскаев, Аркадий Георгиевич
Аркадий Георгиевич Баскаев (род. 12 августа 1946, Фрунзе) — российский военный и политический деятель, генерал-полковник. Депутат Государственной думы третьего, четвёртого и пятого созывов.

## Биография
Родился 12 августа 1946 года во Фрунзе. Трудовую деятельность начал наборщиком в типографии.
Окончил Орджоникидзевское военное командное училище МВД СССР им. С. М. Кирова МООП СССР в 1966 году, Военную академию имени М. В. Фрунзе в 1973 году, Центр правовой переподготовки при Гуманитарной академии Вооружённых Сил РФ в 1993 году, а также спецкурсы Военной академии Генерального штаба Вооружённых Сил РФ.
Проходил службу во Внутренних войсках. Прошёл должностные ступени от командира взвода до командира полка, командовал дивизией, был начальником штаба Центрального Управления внутренних войск.
С марта 1993 года — командующий войсками Московского округа внутренних войск МВД России. После взятия штурмом Белого дома в Москве в октябре 1993 года был назначен его комендантом.
В 1995 году был назначен временным военным комендантом Чеченской Республики, заместителем командующего группировкой федеральных войск в Чечне, участвовал в первой чеченской войне. В 1999 году уволен в запас.
26 марта 2000 года стал депутатом Государственной Думы третьего созыва на дополнительных выборах по Мытищинскому одномандатному избирательному округу № 108 Московской области, был членом депутатской группы «Народный депутат», членом Комитета по безопасности, членом Комиссии по рассмотрению расходов федерального бюджета, направленных на обеспечение обороны и государственной безопасности РФ.
7 декабря 2003 года был избран в Государственную Думу РФ четвёртого созыва от Мытищинского избирательного округа № 109 Московской области, был членом фракции «Единая Россия», членом Комитета по безопасности, членом Комиссии по противодействию коррупции, Комиссии по рассмотрению расходов федерального бюджета, направленных на обеспечение обороны и государственной безопасности РФ и Комиссии по расследованию причин и обстоятельств совершения террористического акта в городе Беслане 1-3 сентября 2004 года.
2 декабря 2007 года избран депутатом Государственной Думы РФ пятого созыва в составе федерального списка кандидатов, выдвинутого Всероссийской политической партией «Единая Россия».
Президент благотворительного фонда «Ратники», член Президиума Национального Гражданского Комитета по взаимодействию с правоохранительными, законодательными и судебными органами.

## Семья
Женат. Имеет три дочери и два внука.

## Награды и звания
- Орден «За заслуги перед Отечеством» IV степени (21 мая 2008) — за заслуги в законотворческой деятельности, укреплении и развитии российской государственности[1]
- Орден «За военные заслуги»
- Орден «За службу Родине в Вооружённых Силах СССР» III степени
- Орден святого благоверного князя Даниила Московского III степени (РПЦ)
- Медали.
- Золотой Почётный знак «Общественное признание» (Национальный фонд «Общественное признание» и организация «Гражданское общество», 2003)